# Alchemilla hemicycla
Alchemilla hemicycla é uma espécie de rosácea do gênero Alchemilla, pertencente à família Rosaceae.